# Zdeněk Bezděk
Zdeněk Bezděk (2. září 1905 Roveň – 7. září 1970 Roveň ) byl český a československý politik Československé sociální demokracie a poválečný poslanec Ústavodárného Národního shromáždění. Po roce 1948 pronásledován a vězněn. Vězněn byl v letech 1954-1961 na Mírově, Leopoldově a ve Valdicích.

## Biografie
Zdeněk Bezděk se narodil 2. září 1905 na Rovni 39. V roce 1926 se oženil s Emílií Koskovou, která pocházela také z Rovně. Spolu měli jednu dceru Emílii. 
Po parlamentních volbách v roce 1946 se stal poslancem Ústavodárného Národního shromáždění za ČSSD. V parlamentu zasedal formálně do voleb do Národního shromáždění roku 1948.
Po únorovém převratu v roce 1948 byl pronásledován komunistickým režimem. Zatkla ho 24. dubna 1954 Státní bezpečnost. 13. listopadu 1954 se konal u krajského soudu v Hradci Králové proces proti devíti bývalým sociálním demokratům, kteří byli obviněni z toho, že v hradeckém kraji měli vyvíjet činnost s cílem „zničit lidově-demokratické zřízení a obnovit panství buržoasie“. Jedním z nich byl i Zdeněk Bezděk, bytem v Rovni. Prokurátor jej vinil z toho, že měl být vedoucím pracovníkem ilegálního krajského vedení strany a měl být úkolován z exilu Bohumilem Laušmanem. Byl odsouzen na 14 let do vězení. Propuštěn byl na amnestii v roce 1960.